# José Manyanet y Vives

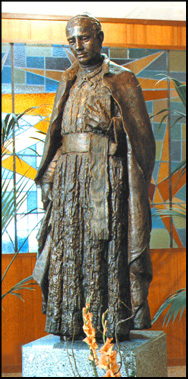
Beeld van pater Manyanet in de kapel van het Padre Manyanet college in Alcobendas

Josep Manyanet i Vives (Tremp, 7 januari 1833 - Barcelona, 17 december 1901) was een Spaanse priester en religieus, inspirator voor de bouw van de basiliek van de Sagrada Família en oprichter van de Congregatie van de Zonen van de Heilige Familie van Jezus, Maria en Jozef.
Zalig verklaard door Paus Johannes Paulus II op 25 november 1984 en door dezelfde paus heilig verklaard op 16 mei 2004.
Zijn feestdag is 17 december.